# پیوتر اسزولسزوسکی
پیوتر اسزولسزوسکی (انگلیسی: Piotr Szulczewski؛ زادهٔ ۱۹۸۱) برنامه‌نویس و کارآفرین اهل کانادا است، که در سال ۲۰۱۰ شرکت ویش کورپوریشن را تأسیس کرد.